# Physis
Phýsis (em grego Φύσις: "natureza") também chamada de Prôtogéneia (em grego Πρωτογένεια: "primordial"), na mitologia grega é uma divindade primordial da natureza e um dos primeiros seres a surgir no princípio dos tempos. Na mitologia romana é chamada de Natura. Atribuem-lhe ambos os sexos, e geralmente era identificada com Gaia (a Mãe-Terra), com Eros (Amor ou Procriação), com Fanes (Luz) ou Tésis (a Criação).
O termo é central para a filosofia grega e, como consequência, para a filosofia ocidental como um todo, incluindo-se seus usos teológicos e científicos. No uso pré-socrático, a physis foi contrastada com νόμος nomos, "lei, convenção humana". Desde Aristóteles, no entanto, o físico (o assunto da física, propriamente τὰ φυσικά "coisas naturais") tem sido tipicamente justaposto ao metafísico.

## Conceito geral na Grécia Antiga
| “ | Para compreender a atividade teórica dos milésios, fica analisar o conceito de "natureza" (physis). Nos séculos V e VI, caracterizou-se com frequência o trabalho dos jônios como "discurso" (ou "escritura", ou "investigação") sobre a physis ("de todas as coisas", ou "do Universo"). [BRUNSCHWIG, J.; GEOFFREY, L. Diccionario Akal de El saber griego. Traducción: Marco García Quintela. Vol. 26. Ediciones AKAL, 2000, p. 709, 780p.]. No original em espanhol: Para comprender la actividad teórica de los milesios, nos queda por analizar el concepto de “naturaliza” (physis). En los siglos V y VI se caracterizó con frecuencia el trabajo de los jonios como “discurso” (o “escritura”, o “investigación”) sobre la physis (“de todas las cosas”, o “del Universo”). | ” |

Portanto, a palavra grega Physis pode ser traduzida por natureza, mas seu significado é mais amplo. Refere-se também à realidade, não aquela pronta e acabada, mas a que se encontra em movimento e transformação, a que nasce e se desenvolve, o fundo eterno, perene, imortal e imperecível de onde tudo brota e para onde tudo retorna. Nesse sentido, a palavra significa gênese, origem, manifestação. Saber o que é Physis, assim, levanta a questão da origem de todas as coisas, a sua essência, que constituem a realidade, que se manifesta no Movimento. Nas palavras do professor Miguel Spinelli: "tudo o que nasce está destinado a ser o que deve ser e não outra coisa. Esse nascer destinado, pelo qual o que nasce se submete a um processo de realização, é a phýsis, e, como tal, a archê. (...) tanto a phýsis quanto a archê não são expressões do anárquico (...), tampouco do ocasional... O que esses termos conjuntamente designam é o que ocorre sempre ou de ordinário (...), mas com uma eficácia tal que "dispara" sempre (como se fosse um gatilho biológico) o que é melhor dentre todo o possível" (SPINELLI, Miguel. Questões Fundamentais da Filosofia Grega. São Paulo: Loyola, 2006, pp.36-37). A phýsis expressa um princípio de movimento relativo ao fazer-se das coisas nas quais mudam as aparências, enquanto que cada (ser ou coisa) permanece sempre sendo ela mesma. 
Esse movimento seria a contínua transformação dos seres, mudando de qualidade (por exemplo, o novo envelhece; o quente esfria; o frio esquenta; o seco fica úmido; o úmido seca; o dia se torna noite; a noite se torna dia; a primavera cede lugar ao verão, que cede lugar ao outono, que cede lugar ao inverno; a árvore vem da semente e produz sementes, etc.) e mudando de quantidade (o pequeno cresce e fica grande; o grande diminui e fica pequeno; um rio aumenta de volume na cheia e diminui na seca, etc). Portanto o mundo (Physis) está em mudança contínua, e nem por isso perde sua forma, sua ordem e sua estabilidade.

### Uso pré-socrático
A palavra φύσις é um substantivo verbal baseado em φύειν "crescer, aparecer" (cognato com o verbo "ser"). No grego homérico, é usado literalmente quanto ao modo de crescimento de uma espécie específica de planta.
Os filósofos pré-socráticos tinham como principal preocupação a explicação dos aspectos referentes a cosmologia. Tiveram um papel importante, na medida em que marcam toda uma fase de pensamento voltada para a explicação racional dos fenômenos que constituíam as inquietações dos homens daquela época. Começando com Heráclito, a physis, de acordo com sua etimologia de "crescer, tornar-se", é sempre usada no sentido do desenvolvimento "natural", embora o foco possa estar na origem ou no processo, ou no resultado final do processo. Existem evidências de que, no século VI a.C., começando com a escola jônica, a palavra também poderia ser usada no sentido abrangente, como se referindo a "todas as coisas", como se fosse "Natureza" no sentido de "Universo".
Na tradição sofista, o termo opunha-se a nomos (νόμος), "lei" ou "costume ", no debate sobre quais partes da existência humana são naturais e quais são devidas a convenções. O contraste entre a physis e nomos pode ser aplicado a qualquer assunto, bem como o contraste moderno de "natureza versus criação". 

### NasLeisde Platão
No livro 10 das Leis, Platão critica aqueles que escrevem obras peri physeōs ("Sobre a Natureza", uma das designações mais comuns entre os livros dos filósofos pré-socráticos). A crítica é que esses autores tendem a se concentrar em uma explicação puramente "naturalista" do mundo, ignorando o papel da "intenção" ou technē e o que tornaria, assim, propenso ao erro de "ateísmo ingênuo". Platão acusa até Hesíodo disso, pela razão de que os deuses em Hesíodo "crescem" a partir de entidades primordiais após o estabelecimento do universo físico. 
"Pois aqueles que usam o termo pretendem dizer que a natureza é o primeiro poder criativo; mas se a alma se torna o elemento primordial, e não o fogo ou o ar, então no sentido mais verdadeiro e além de outras coisas, a alma pode ser dita que existe por natureza; e isso seria verdade se você provasse que a alma é mais velha que o corpo, mas não o contrário". 

- Leis de Platão, livro 10 (892c) - tradução de Benjamin Jowett

### Aristóteles
Aristóteles buscou a definição de "physis" para provar que havia mais de uma definição para "physis" e mais de uma maneira de interpretar a natureza. "Embora Aristóteles retenha o sentido antigo de "physis" como crescimento, ele insiste que uma definição adequada de "physis" requer as diferentes perspectivas das quatro causas (aitia): material, eficiente, formal e final". Aristóteles acreditava que a própria natureza continha sua própria fonte de matéria (material), poder/movimento (eficiência), forma e fim (final). Uma característica única da definição de "physis" de Aristóteles era sua relação entre arte e natureza. A relação entre "physis" (natureza) e techne (arte) era importante para Aristóteles. "A distinção crítica entre arte e natureza diz respeito a suas diferentes causas eficientes: a natureza é sua própria fonte de movimento, enquanto a techne sempre exige uma fonte de movimento fora de si". O que Aristóteles estava tentando trazer à luz era que a arte não contém em si mesma sua forma ou fonte de movimento. Considere o processo de uma bolota se tornar um carvalho. Este é um processo natural que tem sua própria força motriz por trás. Não há força externa que empurre essa bolota para seu estado final; ao invés, ela está se desenvolvendo progressivamente em direção a um fim específico (telos). 

## Uso bíblico
Embora φύσις tenha sido frequentemente usado na filosofia helenística, ela é um termo que aparece apenas 14 vezes no Novo Testamento (10 dos escritos de Paulo). Seu significado varia ao longo dos escritos de Paulo. Um uso refere-se à ordem estabelecida ou natural das coisas, como em Romanos 2:14, onde Paulo escreve "Pois quando os gentios, que não têm a lei (nomos), por natureza fazem o que a lei exige, eles são uma lei para si mesmos, mesmo que eles não tenham a lei". Outro uso de φύσις no sentido de "ordem natural" é Romanos 1:26, onde ele escreve "os homens também abandonaram as relações naturais com as mulheres e foram consumidos com paixão um pelo outro". Em 1 Coríntios 11:14, Paulo pergunta: "A própria natureza não ensina a você que se um homem usa cabelos longos, isso é uma desgraça para ele?".
Esse uso de φύσις como referência a uma "ordem natural" em Romanos 1:26 e 1 Coríntios 11:14 pode ter sido influenciado pelo estoicismo. Os filósofos gregos, incluindo Aristóteles e os estoicos, são creditados com a distinção entre leis feitas pelo homem e uma lei natural de validade universal, mas Gerhard Kittel afirma que os filósofos estoicos não foram capazes de combinar os conceitos de νόμος (lei) e φύσις (natureza) para produzir o conceito de "lei natural" no sentido tornado possível pela teologia judaico-cristã.
Como parte da teologia paulina da salvação pela graça, Paulo escreve em Efésios 2:3 que "todos nós já vivemos nas paixões da nossa carne, realizando os desejos do corpo e da mente, e por natureza éramos filhos da ira, como o resto da humanidade. No versículo seguinte, ele escreve: "Pela graça você foi salvo".

## Uso na teologia patrística
Os teólogos do início do período cristão diferiram no uso desse termo. Nos círculos antioquenos, conotava a humanidade ou divindade de Cristo concebida como um conjunto concreto de características ou atributos. No pensamento alexandrino, significava um indivíduo concreto ou independente existente e aproximava-se da hipóstase sem ser sinônimo. Embora se refira à mesma coisa que ousia, é mais empírica e descritiva, focando na função, enquanto a ousia é metafísica e se concentra mais na realidade. Embora encontrado no contexto do debate trinitário, é principalmente importante na cristologia de Cirilo de Alexandria.

## Uso moderno
O adjetivo grego physikos é representado de várias formas no inglês moderno: como a física "o estudo da natureza", como físico (via latim médio physicalis), referindo-se tanto à física (ao estudo da natureza, ao universo material) quanto ao corpo humano. O termo fisiologia (physiologia) foi cunhando no século XVI (Jean Fernel). O termo physique (físico), para "a constituição corporal de uma pessoa", é um empréstimo do francês do século XIX. 
Na medicina, o sufixo -physis ocorre em compostos como sínfise, epífise e alguns outros, no sentido de "um crescimento". A physis também se refere à "placa de crescimento", ou local de crescimento no final dos ossos longos. 